# Special K (luta profissional)
Special K foi um grupo  de vilões de wrestling profissional na Ring of Honor. Eles eram anunciados como os "garotos ricos de raves" de Webster Hall, Nova York que tinham tudo entregue a eles por suas famílias ricas. Eles tinham um  estilo de frequentes manobras arriscadas, realizando muitos movimentos high flying e de alto risco, sem relação aos seus próprios corpos. O nome é uma alusão à droga quetamina.
Como parte dessa personalidade, muitos membros da Special K diziam que teriam um futuro brilhante pela frente, mas perderam todo o dinheiro de seus pais em drogas, em vez de educação. Durante os shows, a Special K faziam raves no interior das arenas, e os membros muitas vezes eram vistos bebendo líquido claro a partir de garrafas de água, bem como xarope para tosse e remédio para resfriado. Special K aparentemente não tinha respeito por nada, especialmente pelo Código de Honra da ROH, e, geralmente, apareciam tontos durante suas lutas.
Quando a ROH produziu espetáculos conjuntos com a Jersey All Pro Wrestling, os membros do grupo, que também atuavam para a JAPW (Izzy, Angledust, Elax, Lit, Yeyo) lutaram sob o nome Special K, mas usariam os seus nomes no ringue regulares na JAPW.

## Membros
| - Abyss (Guarda-costas) - Angel Dust - Becky Bayless (Gerente) - Brian XL - Cheech - Cloudy - Dana Dameson (valet) - Deranged - Dixie - Elax - Fred the Elephant Boy - Hijinx |  | - Izzy - Hydro - Jay Lethal - Jody Fleisch - Joey Matthews - Lacey (valet) - Lit - Mellow - Mikey Whipwreck - Noel Harlow(gerente) - Scott Chong (Death Before Dishonor) - Slim J - Slugga (Guarda-costas) - Yeyo |

## No wrestling
- Movimentos de finalização duplo
  - K Drop (Combinação Electric chair / Springboard cutter)
  - Combinação Double Suplex Lift into Falcon Arrow & Brainbuster

## Campeonatos e prêmios
- Ring of Honor
  - ROH Tag Team Championship (1 vez) – Izzy e Dixie[1]